# André Ahrlé
André Ahrlé (ur. 27 czerwca 1961 roku) – niemiecki kierowca wyścigowy.

## Kariera
Ahrlé rozpoczął karierę w międzynarodowych wyścigach samochodowych w 1993 roku od startów w Niemieckim Pucharze Porsche Carrera. Z dorobkiem 25 punktów uplasował się tam na trzynastej pozycji w klasyfikacji generalnej. W późniejszych latach Niemiec pojawiał się także w stawce Global GT Championship, Porsche Supercup, 24-godzinnego wyścigu Le Mans, French GT Championship, 24-godzinnego wyścigu Daytona, FIA GT Championship, United States Road Racing Championship, American Le Mans Series oraz Grand American Sports Car Series.